# Оливер, Дэвид (актёр)
Дэвид Оливер — американский актёр кино и телевидения. Рано ушедший из жизни, Оливер запомнился телезрителям по роли студента бизнес-школы Сэма Гарднера в мини-сериале «Год жизни» (1987-1988)
.

## Биография и карьера
Дэвид Оливер родился 31 января 1962 года в Конкорде, штат Калифорния. Он был восьмым ребёнком в семье Пэт и Уильяма Оливеров. Позже родители Дэвида развелись, и он жил с матерью и отчимом Гордоном Инглом.
В 1983 получил роль в мыльной опере телеканала NBC «Другой мир», которую он играл вплоть до 1985. В 1986 сыграл в фильме ужасов под названием «Ночь кошмаров», а год спустя сыграл одну из главных ролей в сериале «Год жизни» вместе с Сарой Джессикой Паркер в роли жены его персонажа. В 1989 Оливер появился в слэшере «Дом 3: Шоу ужасов». Помимо этого, Дэвид Оливер играл в театре, в постановках «Непотопляемая Молли Браун» и «Крошка Абнер».
Последним фильмом с участием актёра стал научно-фантастический боевик «Проект „Охотник за тенью“».
Незадолго до своей смерти в 1992 году Дэвид Оливер участвовал в театральной постановке Elegies в Canon Theatre в Беверли-Хиллз.

## Смерть
12 ноября 1992 года актёр был найден мёртвым в своём доме в Лос-Анджелесе. Причиной смерти стали осложнения, вызванные СПИДом. 18 ноября Оливер был похоронен Голливуд-Хилс (кладбище) в мемориальном парке «Форест-Лаун».

## Личная жизнь
Дэвид Оливер был геем, и встречался с Теренсом Хулиханом (Terrence Houlihan). Они познакомились, когда вместе посещали курсы актёрского мастерства.

## Фильмография
| Год       |    | Русское название                                      | Оригинальное название                     | Роль            |
| --------- | -- | ----------------------------------------------------- | ----------------------------------------- | --------------- |
| 1983—1985 | с  | Другой мир                                            | Another World                             | Перри Хатчинс   |
| 1985      | с  | Леди в голубом                                        | Lady Blue                                 | Джош Уиланд     |
| 1986      | с  | Санта-Барбара                                         | Santa Barbara                             | Чед Андерсон    |
| 1986      | ф  | Ночь кошмаров                                         | Night of the Creeps                       | Стив            |
| 1987—1988 | с  | Год жизни                                             | A Year in the Life                        | Сэм Гарднер     |
| 1987      | с  | Джамп стрит, 21                                       | 21 Jump Street                            | Керри Грэм      |
| 1987      | тф | Если сегодня вторник, это все еще должна быть Бельгия | If It's Tuesday, It Still Must Be Belgium | Дэвид Свенсон   |
| 1988      | ф  |                                                       | Defense Play                              | Скотт Дентон    |
| 1989      | ф  | Дом 3: Шоу ужасов                                     | The Horror Show                           | Винни           |
| 1989      | тф |                                                       | Protect and Surf                          | Майк Диган      |
| 1990      | с  | Она написала убийство                                 | Murder, She Wrote                         | Джефф Огден     |
| 1991      | ф  | Эдвард II                                             | Edward II                                 | вор             |
| 1991      | тф | Чудо в девственной глуши                              | Miracle in the Wilderness                 | лейтенант Рид   |
| 1992      | с  | Звездный путь: Следующее поколение                    | Star Trek: The Next Generation            | молодой человек |
| 1992      | ф  | Проект «Охотник за тенью»                             | Shadowchaser                              | Мюррей          |